# Amsonia ciliata
Amsonia ciliata är en oleanderväxtart som beskrevs av Thomas Walter. Amsonia ciliata ingår i släktet Amsonia och familjen oleanderväxter.

## Underarter
Arten delas in i följande underarter:
- A. c. tenuifolia
- A. c. texana